# 七国时代

6世紀時盎格魯-撒克遜各王国和部族的分佈

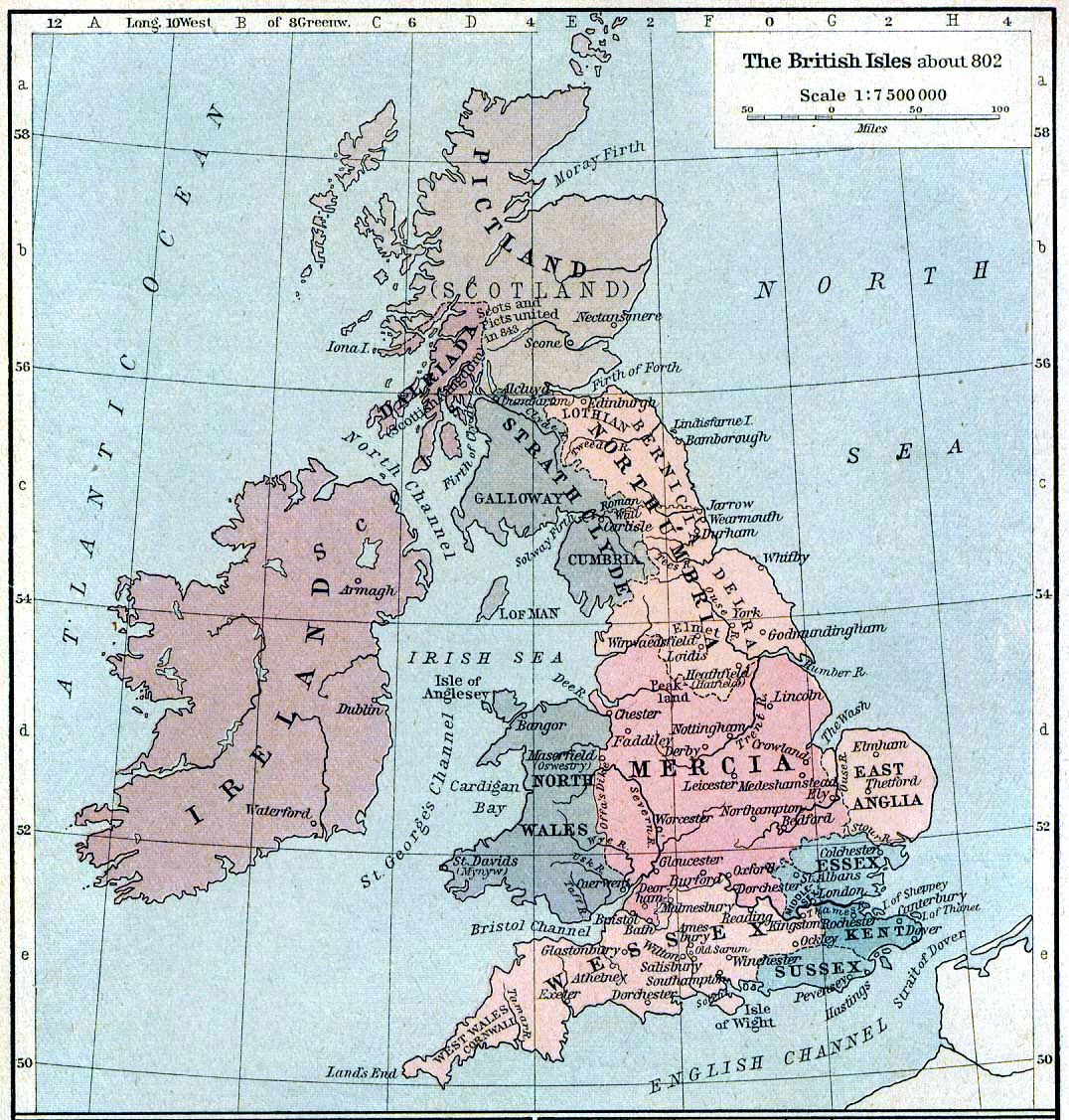
802年的大不列顛岛和爱尔兰岛

七国时代（英語：Heptarchy）是指5世纪至9世纪居住在英格兰的盎格鲁-撒克逊人的历史时代。七国包括肯特王國、諾森布里亞王國、東盎格利亞王國、麥西亞王國、埃塞克斯王國、薩塞克斯王國和威塞克斯王國。
公元5世纪，盎格鲁-撒克逊人开始由南部向中部侵入不列颠岛，渐渐地在这些地域建立起了一些王国。当时由盎格鲁-撒克逊人以及不列颠原住民所建立的王国的数目远远不止7个，但随着时间的推移，一些大国逐渐地吞并了周边的小国，形成了以这7个大国为代表的七国时代。最后威塞克斯王国攻滅其他六國，建立威塞克斯王朝。而这七个王国的格局，也成为了后来的英格兰王国的雏形。

## 历史背景
人们对于史前时期不列颠岛上的最早居民的了解很少，但这些居民在阿弗伯利所遗留下来的巨石阵等遗迹都证明史前期的岛上居民拥有一种相当程度发达的文明，他们当时正处于青铜时代文化期。
随后，在公元前5世纪早叶时，首批凯尔特人将欧洲大陆上的铁器时代文化带到了岛上。
公元前54年，凱撒渡过英吉利海峡，对岛上的凯尔特人进行了几次征服战争。公元43年，罗马帝国皇帝克劳迪乌斯再次对不列颠用兵。到了公元85年，罗马帝国在不列颠上的领土已经延伸到克莱德河以南。
在罗马人征服不列颠岛的初期，凯尔特人发动了一系列反抗罗马人的起义，其中最著名的是布狄卡起义（Boudica's uprising），但都在罗马人的血腥镇压下宣告失败。公元2世纪时，罗马皇帝哈德良下令在不列颠岛的北部修建了一道著名的军事防线——哈德良长城，其目的在于防止北部的皮克特人南下侵略。
4世纪初开始，为应对蛮族对欧洲大陆的入侵和其他战事，罗马帝国逐渐开始削减不列颠的驻军。
随着罗马军队的撤出，蛮族人对罗马化不列颠的侵扰也越来越频繁。公元410年霍诺留皇帝在位时，自顾不暇的罗马帝国正式停止援助罗马化不列颠，表明希望不列颠人进行自我保卫。留在当地的罗马-不列颠贵族面临着日益恶劣的安全环境，特别是皮克特人不时对英格兰东海岸的骚扰。
为此，罗马-不列颠领导人以割让领土为回报，引入外籍的盎格鲁-撒克逊雇佣兵作战。
也许是因为相应的报酬得不到兑现，442年，盎格鲁-撒克逊人倒戈叛变。。于是在5世纪下半叶，日耳曼部落纷纷涌进了不列颠——它们分别是盎格魯人、撒克遜人以及朱特人。此后不列颠人与盎格鲁-撒克逊人持续抗争多年，到6世纪时不列颠人遭受惨重失败，并丧失了大量土地。这些日耳曼部落便开始逐渐建立国家，七国时代由此开始。
从8世纪晚叶开始，维京人（主要是其中的丹麦人）开始侵略不列颠岛。他们将英格兰沿海地区破坏殆尽 ，并于865年对英格兰展开全面入侵，但被威塞克斯王国的阿尔弗雷德大王击败，被迫在英格兰东部定居下来；这块地区因为实行丹麦人的法律而被称为丹麦区。阿尔弗雷德大帝的继承人经过激烈的战斗，收复了丹麦法区，统一了英格兰。10世纪晚期，丹麦人在卡努特大帝的带领下再次对英格兰地区展开侵略，于1016年控制了整个英格兰，并一直统治到1042年。随后，威塞克斯王朝的忏悔者爱德华又打败了丹麦人，恢复了中断了的撒克逊王系。
1066年，法国诺曼底公爵威廉在黑斯廷斯戰役中获胜，盎格魯-撒克遜时期最终终结，史称诺曼征服。

## 盎格魯-撒克遜時期的社会概貌
早期的日耳曼入侵者中，自由民地位比农奴高，但都依附于国王。随着以后的几个世纪的战争和农业耕作，大部分自由民或是在压力下沦为农奴，或是依附贵族阶级的领主和乡绅。贵族阶级的领主和乡绅则是特权阶级，他们通过效忠国王，从国王那里获得领地，并对自己拥有的领地行使较大程度的自治权。
盎格魯-撒克遜诸王国的政府是由部落首领会议演化而成的，国王拥有王国的行政和司法大权，贵族阶级则组成国王的顾问会议，协助国王处理国政。国王将郡作为王国的基本的地区行政单位，由郡长治理，在一些情况下这些郡长将职位变为世袭，管理着几个郡。郡以下的行政单位为县，郡和县都有各自的法庭，郡法庭由本郡的治安法官掌管，县法庭由县长长掌管。
在盎格魯-撒克遜時期，农业是第一产业，但入侵的丹麦人是活跃的商人。在9世纪时，城镇的重要性开始增加。
盎格魯-撒克遜人在爱尔兰和罗马派来的传教士的影响下，开始了基督教化的过程。但爱尔兰宗教仪式和大陆宗教仪式上的差别几乎导致不列颠基督教会的分裂，这一巨大的分歧在663年的Synod of Whitby上终于获得了解决。与此同时，修道院成为盎格魯-撒克遜时期的文化中心，那里以精美的手抄本而闻名。

## 各大王國概述

### 肯特
肯特王国大约在公元5世纪中叶由入侵英格兰地区的日耳曼部落中的朱特人建立。关于该王国的建立，历史学家至今争论不休。按照传统说法，公元449年朱特人在其部落首领亨格斯和霍萨两兄弟的率领下，在英格兰南部沿海地区登陆，他们是受当地不列顛人的邀请，前来帮助当地人抵抗北方皮克特人的侵略的。不久以后，亨格斯和他的儿子埃斯克马上调转枪头，和邀请他们前来的不列顛人首领沃丁根闹翻，朱特人很快就打败了当地人，并在大约相当于今天英国的肯特郡的区域建立起肯特王国。
肯特王国的埃特尔伯特在6世纪末在英格兰称霸，据说他的霸权范围一直延伸到杭伯河以南区域。在公元597年，埃特尔伯特在其首都坎特伯雷接待了教宗額我略一世派出的传教使节圣奥古斯丁，并在圣奥古斯丁的影响下，接受了洗礼，成为盎格魯-撒克遜诸王国中第一位接受基督教的国王。
但在接下来的几个世纪中，肯特国力衰退，周期性地为麥西亞和韦塞克斯所征服和瓜分，最终在8世纪后半期沦为麥西亞奥法统治下的一个省份。奥法死后，肯特人在796年爆发了反抗麥西亞的起义，但被残酷镇压下去。公元825年时，肯特被韦塞克斯的国王埃格伯特征服，被迫承认韦塞克斯的君权，随后肯特成为韋塞克斯的一部分。

### 东盎格利亚
东盎格利亚王国是盎格鲁人于5世纪末叶建立的，它的领土范围大体相当于现在英国的诺福克郡和萨福克郡。这个王国的早期历史很模糊，不过该王国大块领土地处沼泽地带之中，使得它处于一个比较有利的防御位置，这个因素让东盎格利亚在6世纪末叶成为盎格魯-撒克遜诸王国中的一个强国。
东盎格利亚的国王雷德沃爾德（Raedwald）（他大约死于公元627年）接替肯特的埃特尔伯特成为南英格兰的霸主，雷德沃爾德曾帮助埃德温击败了诺森布里亚的埃特尔弗里特，并让埃德温登上诺森布里亚的王位。但很快，随着麥西亞的崛起，东盎格利亚的主导地位开始削弱。公元650年以后，东盎格利亚长期沦为麥西亞的附庸国。公元825年，东盎格利亚人在韋塞克斯王愛格伯特的援助下发动了对麥西亞的起义，尽管他们随后摆脱了麥西亞的统治，但又沦为韋塞克斯的附庸国。更坏的事情接踵而来，865年——866年冬季，入侵英格兰的丹麦人在东盎格利亚境内过冬，869年，丹麦人重临故地，这一次他们可不再是短暂停留，他们征服了整个东盎格利亚。丹麦人摧毁了王国境内的修道院，并谋杀了东盎格利亚人的年轻国王——圣徒愛德蒙。
9世纪70年代，韦塞克斯的阿尔弗雷德大帝击败丹麦人，迫使丹麦人在英格兰东部的丹麦法区居住时，东盎格利亚通过韋塞克斯和丹麦人于886年的和约成为丹麦法区的一个部分。不过丹麦法区的丹麦人不久以后又故态重萌，不仅帮助维京人侵略韋塞克斯，还不断地侵扰该王国。最终威塞克斯国王长者爱德华在917年征服了丹麦法区，统一了英格兰，从那以后，东盎格利亚就成为英格兰一个伯爵领地了。

### 诺森布里亚
诺森布里亚王国由盎格鲁人建立，它最初由两个在公元500年左右时建立的独立小王国组成：一个是伯尔尼西亚（Bernicia），领土包括今天的东苏格兰、英格兰的伯维克、罗克斯堡、东诺森布里亚以及达勒姆地区；另一个是德拉（Deira），领土包括今天英格兰的约克郡的北部和东部地区。两国以蒂斯河为界。现存的一些稀少的史料记载道，6世纪中叶时，伯尔尼西亚的国王为埃达，德拉的国王为埃里（或埃勒）。
604年，伯尔尼西亚的国王埃特尔弗里特（Æthelfrith，593年－616年在位）将两个小王国合并为诺森布里亚王国，并为统一后的王国增加了一部分苏格兰以及威尔士的领地。616年，埃特尔弗里特被流亡在外德拉的愛德温（Edwin）打败，并被取而代之。627年，愛德温接受了基督教，并在英格兰建立了诺森布里亚的霸权。可惜好景不常，632年，愛德温被威尔士格温内斯王国的国王卡德瓦尔隆（Cadwallon ap Cadfan）杀死，这个王国是和麥西亞国王彭达结盟以反对诺森布里亚的。经过一年的混乱后，诺森布里亚的王位由伯尔尼西亚的奥斯瓦尔德（Oswald）获得，他请来圣埃丹进行凯尔特基督教的传教工作。然而很快，642年，奥斯瓦尔德也被麥西亞的彭达杀死了。之后，奥西乌（Oswiu）（641年－670年在位）以及埃克格里菲斯（Ecgfrith）（670年－685年在位）先后继承王位。在这个时期中，诺森布里亚的国力逐渐衰微，麥西亞王国却国势蒸蒸日上。不过，奥西乌在宗教方面还是有所建树的，他在惠特比宗教会议上确立了罗马基督教会对凯尔特基督教会的领导权。
7世纪晚叶以及8世纪时期，诺森布里亚在政治上长期处于倾轧、争吵、不和，不过该王国的教会、艺术、学术、文学却处于一个黄金时代。
867年，入侵的丹麦人在诺森布里亚的首都约克获得了胜利，他们占领了王国的南部地区，诺森布里亚的盎格鲁人只能够控制蒂斯河以北，福斯湾以南的一个小王国。丹麦的克努特大帝征服整个英格兰后，在诺森布里亚设置了丹麦人伯爵，这些丹麦人伯爵中，以死于1055年的西瓦特为最具实力。但很快，1065年时，诺森布里亚人便将西瓦特的继承人托斯提格驱逐，其位置被麥西亞伯爵埃德温的弟弟摩卡尔取代。1066年，托斯提格在挪威的哈罗德·哈德拉达的陪同下，重返诺森布里亚，并在福尔福德战役中打败了摩卡尔和愛德温，这时，刚刚获得英格兰王位的哈罗德二世迅速赶往北方，击败了托斯提格和哈德拉达。不过，螳螂捕蝉，黄雀在后，诺曼底公爵威廉抓住了哈罗德来回征战，疲于奔命的弱点，在英格兰南部的黑斯廷斯击败了哈罗德，结束了盎格魯-撒克遜时代。

### 麦西亞
麦西亚王国是由盎格鲁人建立的，领土范围大体相当于现在的英国的密德蘭地区。该王国大约在公元500年左右建立起来，但其早期历史含混不请，只有到了国王彭达统治时期，麦西亞的历史才变得清晰起来。
彭达将麦西亞的势力范围扩展到威塞克斯王国（645年）以及东盎格利亚王国（650年），成为杭伯河以南的英格兰霸主。彭达死后，麦西亞的霸权在3年之内一蹶不振，在这个时期，诺森布里亚派来的一名传教士使麦西亞皈依了基督教，不过彭达的儿子伍尔夫赫尔重新建立了一个更为强大的麦西亞。8世纪时，埃特尔巴尔德为麦西亞王时，整个南英格兰都为麦西亞的势力范围。麦西亞的霸权在奥法（757年－796年在位）时达到了鼎盛，他控制了东盎格利亚、肯特、薩塞克斯，并迫使韦塞克斯和诺森布里亚对他维持着臣服的关系。奥法还在麦西亞王国的西部建立了奥法墙以保护西部地区免遭威尔士人的侵扰。
奥发死后，麦西亞的霸权地位逐渐衰落，其霸权地位为韦塞克斯所取代。当9世纪初韦塞克斯王埃格伯特击败麦西亞后，麦西亞曾短暂承认韦塞克斯的宗主地位，不过在874年，当入侵的丹麦人严重破坏了麦西亞后，麦西亞耻辱地屈服于丹麦人，其东部地区通过886年韋塞克斯和丹麦人的和约，成为丹麦法区的一个组成部分，西部地区则为韦塞克斯的阿尔弗雷德大帝控制，至此，麦西亞的独立历史宣告结束。

### 埃塞克斯
埃塞克斯王国（意為「東撒克逊」）可能是于公元6世纪初期建立由撒克逊人建立的。这个王国的王族祖先可以上溯到欧洲大陆上日耳曼人所尊崇的主神沃登（奥丁），这也是其他的盎格魯-撒克遜王国的统治者所声称的。
埃塞克斯的领土范围包括现在英国的埃塞克斯郡、哈特福郡大部以及大伦敦。大约在604年，埃塞克斯国王塞伯特在他的叔父——肯特国王埃特尔伯特的影响下，接受了基督教。但他一死去，继起的国王就驱逐了伦敦主教梅利图斯，王国很快又恢复了异教的信仰。不过在653年，国王西格伯特又向诺森布里亚国王奥斯维提出派遣传教士到本国传教的请求，奥斯维向埃塞克斯派遣了塞德，塞德使埃塞克斯再次信奉了基督教，并在王国境内建立了教堂。在伍尔夫赫尔为麥西亞王期间，埃塞克斯承认了麥西亞的宗主权，从此便开始了埃塞克斯为周边强国支配的历史。
825年，埃塞克斯和其它东部盎格魯-撒克遜王国一道，臣服于韦塞克斯王国，并作为韦塞克斯的一个伯爵领地。886年韋塞克斯和丹麦人的和约，使得埃塞克斯沦为丹麦法区的一个部分，但在917年为韦塞克斯国王长者爱德华收复。埃塞克斯伯爵领地最著名的伯爵是比尔特诺特，他在991年的莫尔顿战役中阵亡。

### 薩塞克斯
薩塞克斯王国（意為「南撒克逊」）是在5世纪末期建立（按照传统的说法是在477年）的，其建立者是撒克逊人的首领埃尔，他在几次战役中打败了凯尔特人，建立起一个短暂时期内的军事霸权，领土范围在今天英国东南部威尔德地区的南部。
人们对这个国家早期200年的历史几乎一无所知，7世纪末时，这个王国还是信奉异教，直到约克主教圣威尔弗里德在薩塞克斯传教（681－686年），才使这个王国的民众信奉了基督教。
685－688年时，韦塞克斯国王卡德瓦拉征服了薩塞克斯，之后的因尼统治期间，薩塞克斯继续臣服于韦塞克斯。771年时，麥西亞的奥法征服其周围邻国，薩塞克斯也随之易主；从那时起直到825年，薩塞克斯一直处于麥西亞的统治下。825年时，薩塞克斯和其它东部盎格魯-撒克遜王国一并，臣服于韦塞克斯王埃格伯特。

### 威塞克斯
威塞克斯王国（「西撒克逊」之意）可能是在495年由彻迪克领导下的撒克逊人建立的，据传他率领族人在今天英国汉普郡沿海地带登陆。到了彻迪克的孙子查乌林（560年－593年在位）时，撒克逊人的定居点已经遍布希尔腾山脉。
直到8世纪末叶时，威塞克斯一直处于强国的阴影下——先是肯特，然后是诺森布里亚，最后是麥西亞。不过这一时期韦塞克斯也并非毫无作为，国王卡德瓦拉（685年－688年在位）对邻国开展了几次成功的战役，他的继承者因尼一方面向西面的不列顛人小王国扩展领土，一方面迫使肯特进贡。因尼死后，韦塞克斯陷入了混乱状态中。
直到埃格伯特为王时（802年－829年），威塞克斯的国势再次振兴起来，他成为了全英格兰的宗主，不过他的继承人被迫放弃了一大部分霸权以集中精力来防御丹麦人的入侵。到了阿尔弗雷德大帝（871年-899年在位）统治时，威塞克斯的历史和英格兰的历史联系起来，到了10世纪长者爱德华、埃塞尔斯坦、埃德蒙一世、埃德雷德相继为威塞克斯国王时，威塞克斯逐渐对整个英格兰，包括丹麦法区在内，建立了巩固的统治。但在和平者埃德加（959年－975年在位）平静的统治后，无准备者埃塞尔雷德（978年－1016年在位）再也无法抵抗维京人的入侵，维京人首领、丹麥國王克努特在英格兰建立起丹麦人的统治（1016年－1042年）。克努特家族的消亡，使得忏悔者爱德华成为英格兰的最后一位威塞克斯王系国王（1042年－1066年）。
随着1066年的诺曼征服，威塞克斯不再成为政治概念，而成为地理概念，它一般指现在英国的多塞特郡。